# Marte Olsbu Røiseland
Marte Olsbu Røiseland (Froland, 7 de dezembro de 1990) é uma biatleta norueguesa, medalha de prata na competição feminina de velocidade de 7,5 km do biatlo dos Jogos Olímpicos de Inverno de 2018, na Coreia do Sul.
Conquistou quatro medalhas em Pequim 2022, sendo três de ouro (revezamento misto, velocidade e perseguição) e uma de bronze (individual).
Em 8 de fevereiro de 2023, obteve o título do revezamento misto no Campeonato Mundial em Oberhof. Quatro dias depois, ficou em terceiro lugar na prova de perseguição no mesmo evento. Em 16 de fevereiro, ganhou o ouro no revezamento misto simples em Oberhof.